# Ceriochernes
Genre
Ceriochernes est un genre de pseudoscorpions de la famille des Chernetidae.

## Distribution
Les espèces de ce genre se rencontrent en Asie du Sud, en Asie du Sud-Est et en Amérique du Sud.

## Liste des espèces
Selon Pseudoscorpions of the World (version 3.0) :
- Ceriochernes amazonicus Mahnert, 1985
- Ceriochernes besucheti Beier, 1973
- Ceriochernes brasiliensis Beier, 1974
- Ceriochernes detritus Beier, 1937
- Ceriochernes foliaceosetosus Beier, 1974
- Ceriochernes martensi Beier, 1974
- Ceriochernes nepalensis Beier, 1974
- Ceriochernes vestitus Beier, 1974

## Publication originale
- Beier, 1937 : Neue ostasiatische Pseudoscorpione aus dem Zoologischen Museum Berlin. Mitteilung aus dem Zoologischen Museum in Berlin, vol. 22, p. 268-279.